# Battletoads & Double Dragon
Battletoads & Double Dragon: The Ultimate Team é um jogo criado em 1993, desenvolvido pela Rare e publicado pela Tradewest. Foi originalmente lançado para o Nintendo Entertainment System e posteriormente portado para o Mega Drive, Super Nintendo e Game Boy.
The Ultimate Team é um crossover das franquias de jogos Double Dragon da Technos Japan e de Battletoads da Rare, embora a Technos tenha tido pouco ou nenhum envolvimento creditado na produção do jogo fora da licença da Double Dragon. O jogo apresenta os personagens da série Double Dragon, Billy e Jimmy Lee, dois jovens especialistas em artes marciais; Também estão incluídos os três protagonistas de sapos humanoides do jogo Battletoads. É também o primeiro jogo de Battletoads a apresentar todos os três sapos como personagens jogáveis. O mecanismo e o design do jogo são baseados diretamente na série Battletoads.

## Enredo
Depois de ser derrotada pelos Battletoads, a malvada Rainha das Trevas foge para os confins do universo e os sapos e seu mentor continuam suas vidas. No entanto, um dia as forças armadas da Terra são neutralizadas e uma nave espacial gigante chamada Colossus emerge da lua. Aparentemente, a Ranhia das Trevas está de volta com outro plano para dominar a galáxia, e ela se aliou aos Shadow Warriors (da série Double Dragon) para complementar suas forças. Decidindo equilibrar as probabilidades, os Battletoads entram em contato com Billy e Jimmy Lee e pedem sua ajuda. Os irmãos concordam e todos os cinco imediatamente partem para o Colossus em uma missão para impedir esta ameaça em duas frentes.